# Орнамент (фільм)
«Орнамент» — радянський художній фільм 1982 року, знятий режисером Аманбеком Альпієвим на кіностудії «Казахфільм».

## Сюжет
Про голову радгоспу Бібінур Смагулової, яка вивела радгосп, що відстав, у передовики виробництва, але при цьому стала нетерпимою до критики, і тоді колгоспники одностайно виступили проти методу керівництва Бібінур.

## У ролях
- Хамар Адамбаєва — Дінара
- Нурмухан Жантурін — Секретар
- Куман Тастанбеков — роль другого плану
- Аміна Умурзакова — мати
- Меруерт Утекешева — роль другого плану
- Калампир Айсангалієва — роль другого плану
- Тамара Косубаєва — роль другого плану
- Куляш Сарсенбаєва — роль другого плану
- Мурат Нурасілов — роль другого плану
- Болат Калимбетов — роль другого плану

## Знімальна група
- Режисер — Аманбек Альпієв
- Сценарист — Роза Хуснутдінова
- Оператор — Енуар Даулбаєв
- Композитор — Сейдулла Байтереков
- Художник — Абдрашит Садиханов